# Narodowe Sanktuarium Królowej Pokoju
Narodowe Sanktuarium Królowej Pokoju – sanktuarium w Oziornoje na północy Kazachstanu, oddalona o ponad 150 km od Pietropawłowska. Miejsce pielgrzymek przybywających tu szczególnie na uroczystość NMP Królowej Pokoju, przypadającą 25 czerwca. 

## Historia
Wieś została założona przez polskich zesłańców w czerwcu 1936. Podczas II wojny światowej zimą 1940/1941 nastał głód, podczas którego mieszkańcy modlili się do NMP o ratunek. 25 marca 1941, w uroczystość Zwiastowania NMP podczas gwałtownych roztopów topniejąca woda wypełniła powierzchnię wyschniętego jeziora na zachodnim krańcu wsi.  W powstałym jeziorze pojawiło się mnóstwo ryb. Ludzie uznali to wydarzenie za cud. Ryby uratowały ich od śmierci głodowej. Jezioro wyschło ponownie w 1955. Mimo że później wielokrotnie wypełniało się ono wodą w czasie wiosennych roztopów oraz obfitych opadów deszczu, nigdy nie pojawiło się więcej takie mnóstwo ryb, jak w czasie wojny.
Na pamiątkę wydarzeń z 1941, po latach, 24 czerwca 1997, na brzegu jeziora została umieszczona figura Matki Bożej z siecią pełna ryb. Figurę poświęcił papież Jan Paweł II. Szybko została ona otoczona kultem wiernych. Na pobliskim wzgórzu nazywanym „Sopka Wołyńska” ustawiono krzyż, jako pomnik martyrologii ofiar komunizmu w rejonie Tajynsza. Na tablicy pamiątkowej wyryto inskrypcję: „Bogu – chwała, ludziom – pokój, męczennikom – Królestwo Boże, narodowi kazachskiemu – rozkwit” Krzyż został poświęcony w 1998 r. W kościele parafialnym znajduje się figura Matki Bożej Fatimskiej, peregrynującą przez b. Związek Radziecki.
W 1990 we wsi powstała parafia p.w. Matki Bożej Królowej Pokoju (Matki Boskiej Fatimskiej). Rozpoczęto budowę kościoła. Pierwszym proboszczem, w latach 1990–1999, był ks Tomasz Peta, obecny biskup archidiecezji NMP w Astanie. 9 sierpnia 1992 prymas Polski Kardynał Józef Glemp konsekrował ściany wznoszonej świątyni, a 27 czerwca 1993 konsekracji kościoła dokonał bp Jan Paweł Lenga. Od 1999 w Oziornoje organizowane są w sierpniu kilkudniowe spotkania młodych. 11 lipca 2011 świątynia w Oziornoje została oficjalnie ogłoszona przez Konferencję Katolickich Biskupów Kazachstanu "sanktuarium narodowym".
Nazwę parafii wybrał o. Nico Hoogland z Holandii, dzięki któremu 14 grudnia 1991 przywieziono do wsi figurę Królowej Pokoju. 25 października 1994 bp Jan Paweł Lenga ogłosił Matkę Bożą Królową Pokoju główną patronką Kazachstanu i Azji Środkowej. 25 marca 1996 na jego życzenie w parafii rozpoczęto codzienna adorację Najświętszego Sakramentu. W 1995 ustanowiono sanktuarium Matki Bożej Królowej Pokoju. Świątynia została wybudowana dzięki staraniom miejscowej społeczności. Do miejsca tego pielgrzymują ludzie z Kazachstanu i całego świata, dziękując za uratowane życie. Od 1996 roku w kościele trwa tu nieprzerwanie całodzienna adoracja Najświętszego Sakramentu.

## Posługa duszpasterska
Oprócz proboszcza, należącego do Archidiecezji Najświętszej Marii Panny w Astanie, w parafii od 9 sierpnia 1994 w parafii posługują z posługą siostry ze Zgromadzenia Służebniczek Niepokalanego Poczęcia NMP (Wielkopolskich).
W 2007 do Oziornego przybyły siostry karmelitanki bose z Karmelu w Częstochowie, które wybudowały klasztor pw. Miłosierdzia Bożego i Niepokalanego Serca Maryi. Klasztor został poświęcony w 2013.
Od 2006 we wsi posługują także „Benedyktyni misjonarze” ze Szwajcarii. Ich dom zakonny nosi nazwę „Matki Bożej Bogatego Połowu”.
4 lipca 2013, z wizytą duszpasterską w Oziornoje przebył abp Józef Kowalczyk.

## Gwiazda Kazachstanu – Ołtarz Miłosierdzia

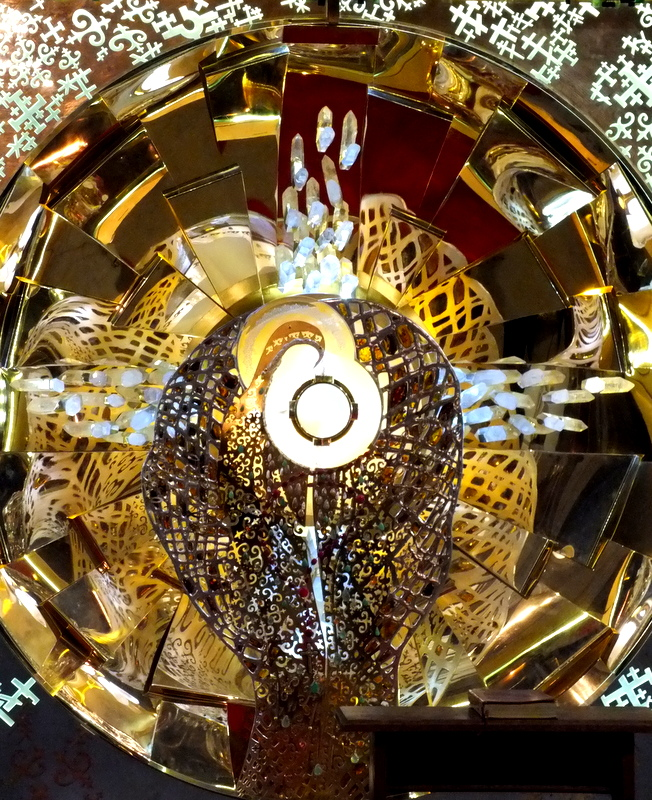
„Gwiazda Kazachstanu”, ołtarz-tabernakulum. Dzieło autorstwa Mariusza Drapikowskiego

W 2013 sanktuarium w Oziornoje zostało włączone do zostało włączone do Dzieła Apostolstwa Wieczystej Adoracji Najświętszego Sakramentu. W lipcu 2013 przekazano dla niego „Ołtarz Wieczystej Adoracji Najświętszego Sakramentu „Gwiazda Kazachstanu”, jego autorem był Mariusz Drapikowski. Ołtarz w 2012 poświęcił papież Benedykt XVI. Po poświęceniu na Watykanie ołtarz nawiedzał parafie w Polsce.